# DocuDays UA
DocuDays UA国际人权纪录片电影节（简称DocuDays、DocuDays UA）是乌克兰唯一的人权类电影节，每年三月在基輔举行，公众可免费入场。 电影节每年的主题都有所不同，而放映的电影大多為人权議題相关的纪录片，但亦有其他主題的影視作品參加。

## 历史

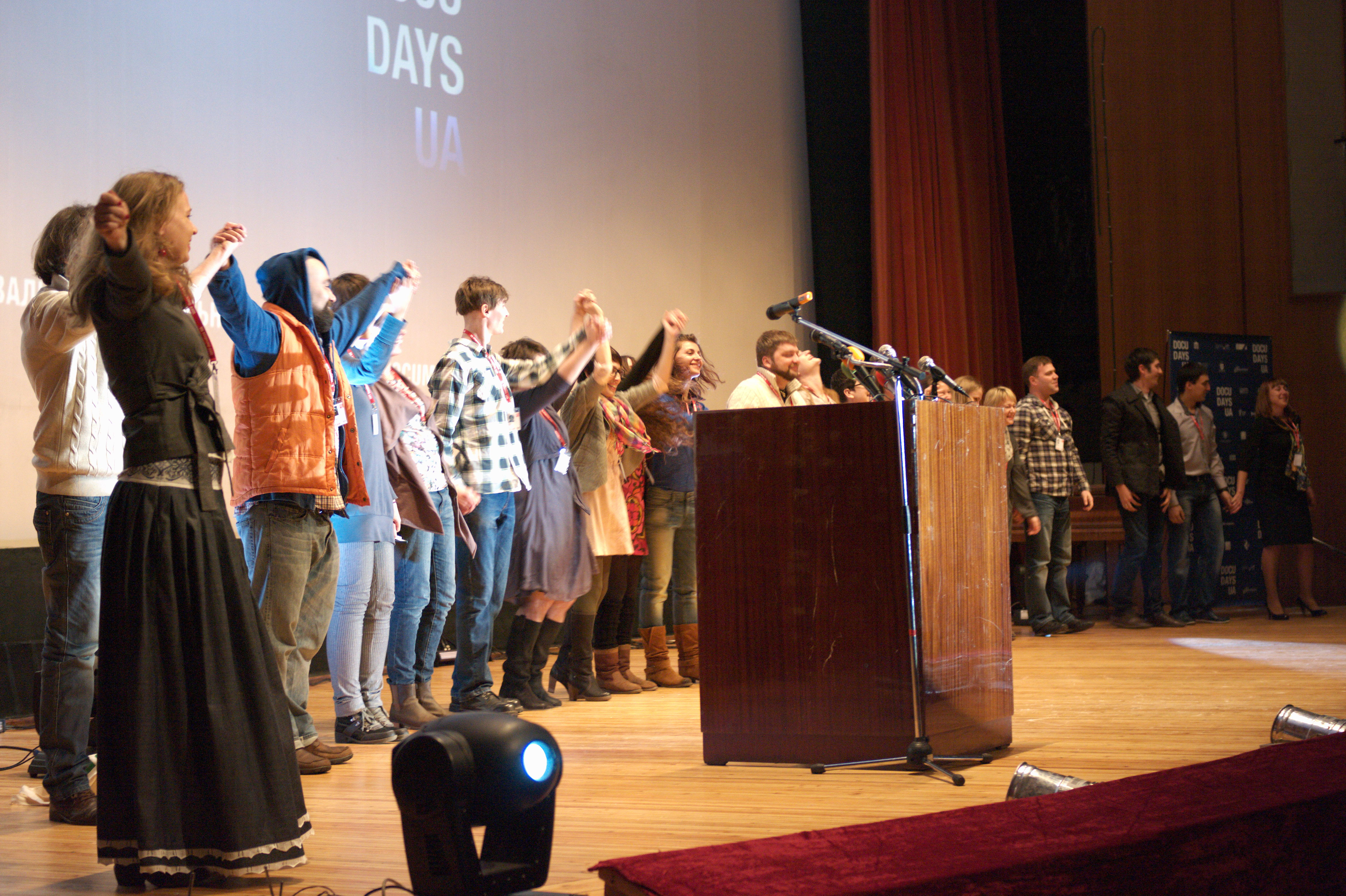
2013年DocuDays UA开幕式

DocuDays最早成立于2004年，是一个电影节，参与者可以购票在基辅的不同地点观看电影。
2020年，由于2019冠状病毒病疫情，DocuDays UA取消線下活動，改於“DOCU/SPACE”的网站上线上举行。該网站上有諸多关于电影制作的主题课程可供观看，在特定时段也会播放原預計於现场活动中放映的电影。
2021年，DocuDays UA在线上下同时进行，部分电影在基辅的卓夫登电影院實體放映，其余的电影则上架於DOCU/SPACE网站。2021年节日的主题是“人权与健康”，旨在提醒人们对仍在持续的疫情保持警惕。

## 电影

### 第十七届DocuDays UA 精选电影
以下是2020年第17届DocuDays线上放映的精选电影：
- 别担心，门会打开的
- 新耶路撒冷
- 大楼
- 地球蓝如橘
- 战争笔记

## 奖项
DocuDays UA每年颁发以下类别的奖项各一个，每个奖项的奖金均为1,000美元。
- “DOCU/LIFE”竞赛评审团奖
- “DOCU/RIGHT”竞赛评审团奖
- “DOCU/SHORT”竞赛评审团奖
- “DOCU/UKRAINE”竞赛评审团奖
- 特别奖（仅于2021年颁发）